# XII. Kelemen pápa
XII. Kelemen pápa (eredeti nevén: Lorenzo Corsini; Firenze, 1652. április 7. – Róma, 1740. február 6.) a 246. római pápa 1730-tól haláláig.

## Élete
1690-ben mint pápai nunciust a bécsi udvarhoz rendelték. Bécsből csakhamar Rómába visszatérvén, a pápai udvarnál maradt, ahol öt évvel utóbb pápai főkincstárnok, majd az Angyalvár kormányzója lett. 1714-ben malagai püspök, majd frascati bibornok-püspök, 1730. julius 12-én lépett a pápai trónra. A Capitolium nagy régiség-múzeumot állított fel, melyet később a 60 000 talléron beszerzett Albani-gyűjteménnyel gyarapította. Anconában nagyszerű kikötőt építtetett. 1739-ben a portával harcoló császárt jelentékenyen segítette. Emlékét a Capitoliumon emelt ércszobor örökítette meg.

## Művei
- Documenta Catholica Omnia (latin nyelven). Cooperatorum Veritatis Societas. (Hozzáférés: 2011. december 6.)